# Jiří Jaeger
Jiří Jaeger (* 18. August 1895; † 1975) war ein österreichisch-tschechischer Forschungsreisender und Autor.

## Leben
Jiří Jaeger reiste im Sommer 1914 als Fünfzehnjähriger auf der HMS Harmony nach Labrador. Das Schiff gehörte der Mährischen Kirche und wurde genutzt, um die Missionsstationen in Neufundland und Labrador zu versorgen. Der Böhme Jaeger, der dem Militärdienst in Österreich-Ungarn zu entkommen suchte, hatte sich eine Anstellung als Lagerassistent im Laden von Okak verschafft, wo er die nächsten sechs Jahre lebte. Der Ort hatte etwas mehr als 300 Einwohner, darunter Missionare, Siedler und Inuit. Letztere interessierten Jaeger, der in dem aus Sicherheitsgründen unheizbaren Laden arbeitete, besonders. Er zog mit ihnen auf die Jagd und den Fischfang, untersuchte ihre Hütten und lernte ihre Bräuche kennen. Seine Eindrücke dokumentierte er in Zeichnungen und zahlreichen Fotoaufnahmen. Seine Kenntnisse der Eskimosprache allerdings entwickelten sich nie über den Alltagsbedarf hinaus.
Im Jahr 1918 wurde durch die Mannschaft oder Passagiere der Harmony die Spanische Grippe nach Okak eingeschleppt. Zahlreiche Einwohner wurden infiziert und starben. Der Grippeepidemie fiel ungefähr ein Drittel der Inuitbevölkerung an der Küste Labradors zum Opfer. In Okak starben so viele Menschen, dass die Missionsstation aufgegeben wurde und Jaeger 1919 auf der Harmony nach Europa zurückkehrte. In den 1920er und 1930er Jahren hielt Jiří Jaeger zahlreiche Vorträge über seine Zeit in Labrador in Böhmen und Deutschland. 1961 erschien im Orbis-Verlag in Prag sein Buch über die sechs Jahre bei den Eskimos. Jaeger hinterließ einen Sohn, der alkoholkrank wurde und nach der Jahrtausendwende das Erbe seines Vaters an ein Prager Antiquitätengeschäft verkaufte. Darunter waren nicht nur Kleidungsstücke aus Eisbären-, Robben- und Seehundsfell sowie Gegenstände aus Walrosszähnen, sondern vor allem auch mehrere Kästen mit handkolorierten gläsernen Diapositiven. Der Antiquitätenhändler informierte Michael Šíp, einen Mitarbeiter des Nationalparks Bayerischer Wald, über den Ankauf des Jaegerschen Nachlasses. Dies führte schließlich zu einem Artikel Maik Brandenburgs in der Zeitschrift mare, in dessen Rahmen zahlreiche Aufnahmen Jaegers veröffentlicht wurden. Die Sammlung Jaeger befindet sich heute im Národní muzeum.